# 二十碳四烯酸

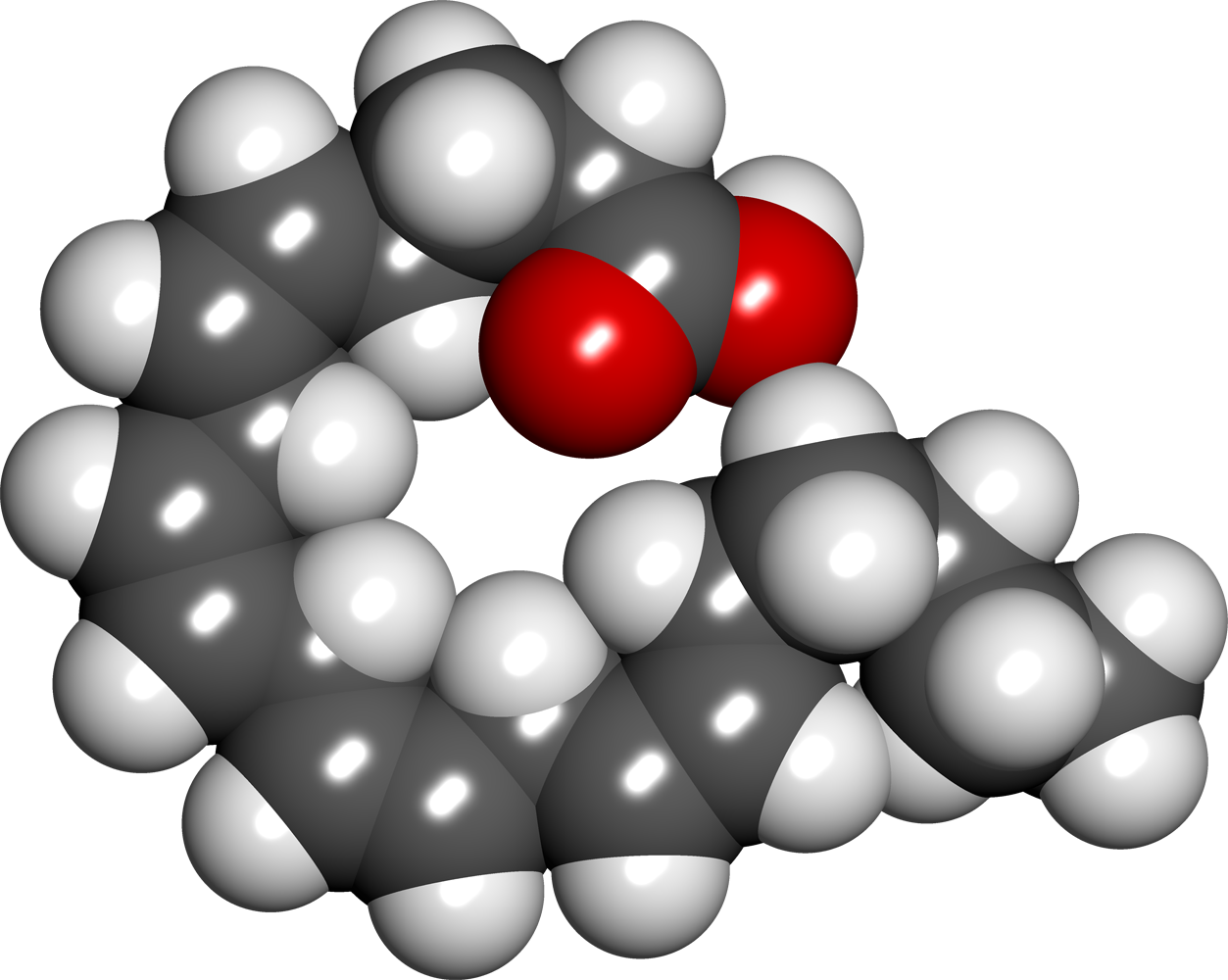
全 顺5,8,11,14-二十碳四烯酸的填充模型

二十碳四烯酸（英語：Eicosatetraenoic acid，简称ETA）是一种有20个碳原子和4个双键的多元不饱和脂肪酸。

## 化学

### 同分异构体
二十碳四烯酸有许多种同分异构体，其中许多可由必需脂肪酸合成，常见的有：
- 全顺式-5,8,11,14-二十碳四烯酸，又称花生四烯酸，一种ω-6脂肪酸，由二十碳三烯酸去饱和化形成。
- 全顺式-8,11,14,17-二十碳四烯酸，又称双高亚麻油酸（英语：bishomostearidonic acid），一种介于亚麻油酸和二十碳五烯酸的ω-3脂肪酸。
- 全顺式-5,11,14,17-二十碳四烯酸，又称刺柏油酸（義大利語：Acido juniperonico），一种ω-3脂肪酸。

### 定义
有些化学文献把花生四烯酸解释为所有二十碳四烯酸，但是大多数文献解释花生四烯酸只是“全 顺5,8,11,14-二十碳四烯酸”。

## 营养来源
二十碳四烯酸可以在河蚌内找到，并且可以抑制脂加氧酶和环氧合酶对花生四烯酸的氧化。